# Modelo de Hill (músculo)
O modelo de músculo de Hill se refere tanto para a equação para velocidade da contração muscular quanto para o modelo de três elementos. Eles foram desenvolvidos pelo famoso fisiologista chamado Archibald Vivian Hill.

## Equação da contração em tetania
É uma equação de estado popular aplicada para prever a dinâmica do músculo esquelético estimulado para apresentar contração em tetania. O modelo relaciona tensão mecânica com a velocidade de contração, levando em consideração a termodinâmica interna do músculo. A equação é
{\displaystyle \left(v+b\right)(P+a)=b(P_{0}+a)}
onde
- {\displaystyle P} é a tensão (ou carregamento) do músculo
- {\displaystyle v} é a velocidade de contração
- {\displaystyle P_{0}} é a tensão isométrica máxima gerada pelo músculo
- {\displaystyle a} coeficiente de calor gerado pelo encurtamento
- {\displaystyle b=a\cdot v_{0}/P_{0}}
- {\displaystyle v_{0}} é a velocidade máxima, quando {\displaystyle P=0}

Apesar da equação de Hill se parecer muito com a equação de van der Waals, a primeira tem unidades de energia de dissipação, enquanto a segunda tem unidades de energia interna. A equação de Hill demonstra que a relação entre P e v é hiperbólica. Portanto, quanto maior o carregamento aplicado no músculo, mais lenta é a contração do mesmo. Da mesma forma, quanto maior a velocidade da contração, menor é o carregamento que ele consegue segurar. Foi constatado que esta forma hiperbólica demonstra a física empiricamente somente durante contrações isotônicas próximas do comprimento de repouso.

## Modelo de três elementos

Modelo elástico de Hill. F: Força; CE: Elemento contrátil; SE: Elemento em série; PE: Elemento em paralelo.